# Anthony Petrifke

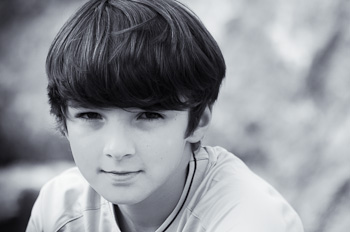
Anthony Petrifke (2011)

Anthony Petrifke (* 17. Dezember 1998 in Borna) ist ein deutscher Schauspieler.

## Leben
Neben seiner langjährigen Rolle als Jonas Heilmann in der Serie In aller Freundschaft spielte Anthony Petrifke im Jahr 2007 auch in einem Film innerhalb der Reihe Polizeiruf 110 mit.
Anthony Petrifke hat eine Zwillingsschwester und wohnt in Pegau im Landkreis Leipzig. Er ist seit einigen Jahren beruflich als Bäckereifachverkäufer tätig.

## Filmografie
- Seit 2004: In aller Freundschaft (Fernsehserie)
- 2007: Polizeiruf 110: Verstoßen (TV-Reihe)
- 2011: In aller Freundschaft: Was wirklich zählt (Spielfilm)
- 2013: In aller Freundschaft: Bis zur letzten Sekunde (Spielfilm)
- 2018: In aller Freundschaft: Zwei Herzen (Spielfilm)